# Château d'Argeville
Le château d'Argeville est un château situé sur la commune de Vernou-la-Celle-sur-Seine, en Seine-et-Marne (France).

## Histoire
La commune de Vernou-la-Celle-sur-Seine possède sept moulins et les ruines d'une léproserie créée en 1586 pour soigner les lépreux au retour des croisades et trois châteaux dont celui de Graville, de Beaurepaire et d'Argeville. 

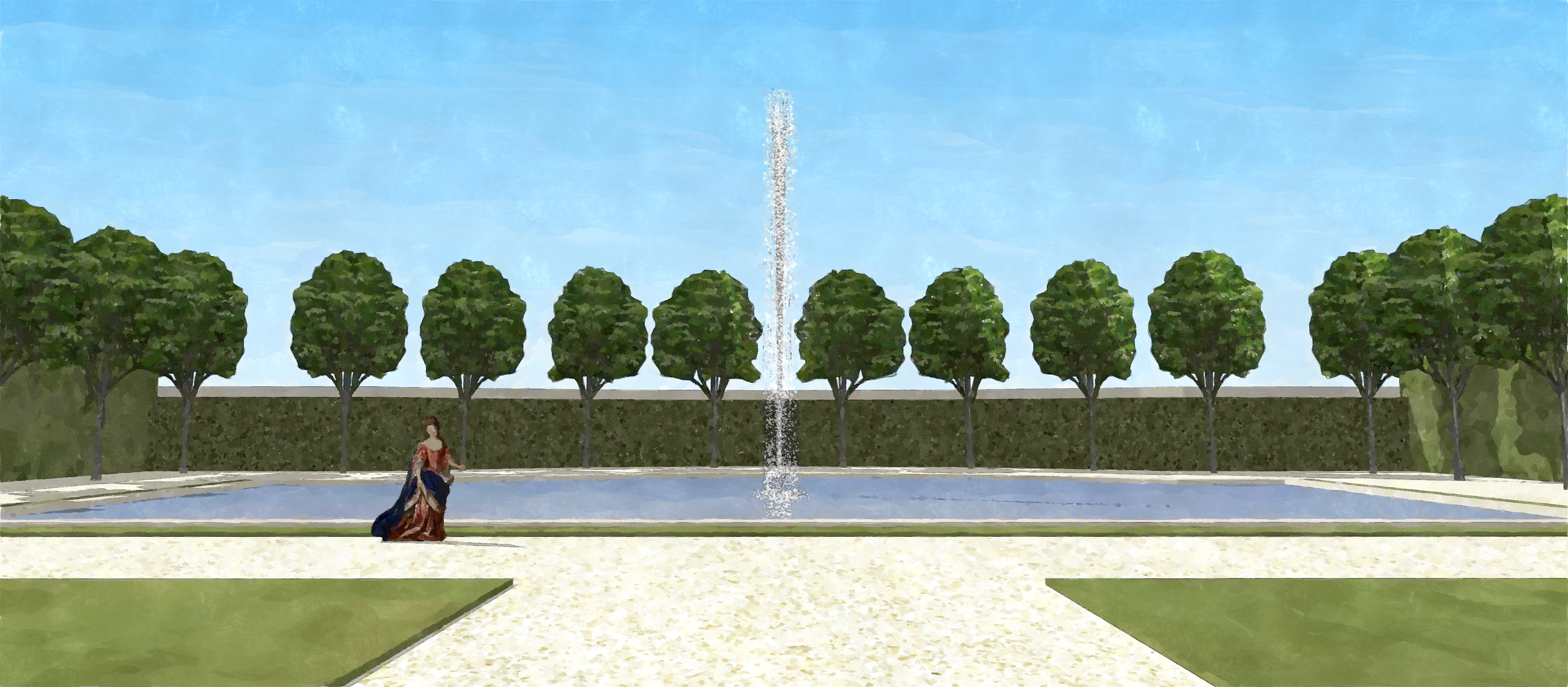
Schéma de la fontaine du bout du jardin au château d'Argeville, début du XVIIIe siècle.

Le château d'Argeville fut construit au XVIIe siècle pour Monsieur Héron de Villefosse, la propriété possède un parc remarquable ainsi qu'une prairie ornementale inscrits monument historique le 11 juillet 1986. (Éléments protégés MH : les communs ; la clôture ; la petite porte d'accès à la ferme et le portail d'entrée).
Le château (conservé partiellement) et son parc sont conservés, c'est une propriété privée, qui ne se visite pas.